# 2017-es köztársaságielnök-választás Magyarországon
|                                             |                   |        |
| \| 2012 ← \| 2017. március 13. \| 2022 → \| |                   |        |
| 2012 ←                                      | 2017. március 13. | 2022 → |

| 2012 ← | 2017. március 13. | 2022 → |

|             |             |                 |
|             |             |                 |
| Elnökjelölt | Áder János  | Majtényi László |
| Párt        | Fidesz–KDNP | –               |
| Szavazat    | 131         | 39              |

| Köztársasági elnök a választás előtt | Köztársasági elnök a választás után |
| Áder János                           | Áder János                          |

A rendszerváltás utáni hetedik köztársaságielnök-választást Magyarországon 2017. március 13-án tartották. Ahhoz, hogy valaki hivatalosan is köztársaságielnök-jelöltté válhasson, az Alaptörvény alapján az Országgyűlés legalább negyven tagjának írásbeli ajánlása szükséges. Az elnökválasztást Áder János, hivatalban lévő államfő nyerte meg.

## A választás szabályai
A 2017-es volt a második államfőválasztás, amelyet az Alaptörvény 10-11 cikkeiben foglaltak alapján bonyolítottak. A választás idején a köztársasági elnök jelöléséhez a képviselők egyötödének (40 képviselő) ajánlására volt szükség. A szavazás lefolytatható volt egy, illetve több jelölttel is. (Az Alaptörvény a 40 fős ajánlási limittel legfeljebb négyre korlátozza az induló jelöltek számát.)
Az elnökválasztás legalább egy, legfeljebb kettő fordulóból állt, a választásra két egymást követő nap állt rendelkezésre. A szavazás titkos volt, a képviselők szavazólapokon adták le voksaikat. 
Az első fordulóban a szavazatok kétharmadának megszerzésével válhatott a jelölt köztársasági elnökké. A második fordulóban már csak ez első forduló két legtöbb szavazatot szerző jelöltje vehetett részt, az elnöki tisztség elnyeréséhez a szavazó képviselők többségének szavazata volt szükséges.
Az önálló jelöléshez elegendő számú képviselőt csak a kormányzó Fidesz-KDNP pártok tudtak biztosítani, az ellenzékben lévő bal- és jobboldali pártoknak nem volt meg az ehhez szükséges képviselőszáma.

## Jelöltek
A Jobbik nem állított saját jelöltet, ehhez ugyanis nem volt elegendő képviselőjük. A párt a közvetlen államfőválasztás mellett foglalt állást, illetve a választástól való távolmaradásra hívta fel országgyűlési képviselőit.

### Áder János jelölése
Áder János 2012 óta dolgozott Magyarország köztársasági elnökeként. Elnöki mandátumát az őt korábban megválasztó kormányzó pártokkal való komolyabb konfliktus nélkül vitte végig, így a kormánypártok részéről természetesnek tűnt Áder János újrajelölése. Áder jobboldalról érkező esetleges ellenjelöltjeiről csak nagyon kevés szivárgott ki a nyilvánosságra. A Népszabadság 2016 elején fideszes forrásra hivatkozva írt arról, hogy amennyiben Áder János nem vállalja az újabb öt éves elnöki megbízatást, akkor Orbán Viktor miniszterelnök Balog Zoltán minisztert szándékozik felkérni a Fidesz jelöltjének. Szintén fideszes forrásokra hivatkozott a HVG, amikor arról írt, hogy Kövér Lászlót pont pártbeli ellenfelei akarják kivonni a napi politikából azzal, hogy jelölik Köztársasági elnöknek. Kövérről azonban köztudomású volt, hogy szívesebben marad a napi aktív politikánál. 2016 decemberében Lenkovics Barnabás esetleges jelöltségéről írt a sajtó, azonban a bizonytalanságnak 2016 karácsonyára vége szakadt. December közepén a Fidesz elnöksége konszenzusos döntés hozott arról, hogy a kormánypártok a hivatalban lévő államfőt Áder Jánost jelölik újra a posztra. Áder egy hét múlva kedvező visszajelzést adott, vállalta a felkérést.
Áder Jánost 2017. március 7-én 114 fideszes és kereszténydemokrata képviselő ajánló aláírásával második elnöki ciklusára jelölték.

### Majtényi László jelölése
A 2014-es választásokon a baloldali pártok közös listája a képviselői helyek 19,1%-át szerezte meg, így a baloldal 1990 óta először vált képtelenné arra, hogy önálló elnökjelöltet indítson. Tovább rontotta a baloldali jelölés esélyeit, hogy a választást megelőző időszakban a baloldali pártok viszonyát az együttműködés helyett sokkal inkább a vetélkedés jellemezte, emiatt egy valamely párthoz szorosabban kötődő elnökjelölt indulásának nem volt esélye. A nehéz helyzetbe került baloldal 2017-ben csak akkor volt képes elnökjelöltet állítani, ha azt a volt baloldali összefogás képviselői mellett legalább az LMP frakciója is támogatja.
2017. január 2-án főleg baloldali értelmiségi civilek petíciót indítottak, hogy a parlamenti pártok Majtényi Lászlót, az Eötvös Károly Közpolitikai Intézet elnökét, volt adatvédelmi biztost jelöljék államfőnek. (Gyurcsány Ferenc később azt mondta, hogy Majtényit csak kommunikációs okokból jelölték a civilek, valójában a baloldali pártok között zajlott egyeztetés eredménye volt az egykori ombudsman jelölése. Majtényi emiatt hazugnak nevezte Gyurcsány Ferencet.) Majtényi január 4-én fogadta el a felkérést.
Majtényi jelölése szempontjából feltétel volt a szocialista párt képviselőinek támogatása, a párt 28 képviselője nélkül nem lehetett volna biztosítani a szükséges 40 ajánlást. A szocialista párt elnöksége január 10-én fogadta el Majtényi jelölését, február 15-én pedig a képviselőcsoport is a volt ombudsman támogatásáról döntött. A Lehet Más a Politika ötfős frakciója február 3-án jelezte, hogy támogatja majd Majtényit. A saját országgyűlési képviselőcsoporttal nem rendelkező Demokratikus Koalíció február végén döntött támogatásáról. A baloldali és liberális kispártok független képviselőinek február végi támogató nyilatkozatai azt jelentették, hogy a felaprózódott baloldal az összefogásnak köszönhetően képes volt elnökjelöltet állítani.
Majtényi László jelölését 2017. március 6-án 43 LMP-s, MSZP-s és baloldalhoz kötődő független képviselő ajánlása alapján vették nyilvántartásba.
Majtényi sikeres jelölése azonban nem okozott osztatlan sikert a kormánnyal szemben állók oldalán. Schiffer András volt LMP-elnök kifejezetten éles kritikájában nem a valódi civilek, hanem Bitó László körül szerveződő liberális értelmiségi kör jelöltjének nevezte Majtényit, akit a Demokratikus Charta óta bevett szereposztás és kommunikációs eljárások szerint nyomnak keresztül az egész baloldalon.

## Választás

### Jelölti beszédek
Az Országgyűlés elnökválasztó ülését Kövér László vezette, az elnökválasztási procedúra 9:40-kor kezdődött. A választás szabályait rögzítő Alaptörvény-cikkek nem szóltak az elnökjelöltek által folytatható kampányról. 2017-ben az ülések előkészítését végző Házbizottság úgy határozott, hogy az elnökválasztás szavazását megelőzően a jelöltek 15 perces terjedelemben szólhatnak a képviselőkhöz.  
- Majtényi László megköszönte az őt támogató pártok képviselőinek az ajánlásokat, majd rövid helyzetelemzésében a szegénységet, az államot maga alá gyűrő korrupciót és a kormányhatalmat gyakorlók leválthatatlanságát jelölte meg az ország legfőbb problémájaként. Ezek megoldására azt ajánlotta, hogy az állam a Harmadik Köztársaság működési hibáinak javításával térjen vissza 1989-'90 szellemiségéhez, a parlamenti demokráciához. Majtényi kijelentette, hogy a lehető legkisebb méretűre korlátozott államot látja a leghasznosabbnak. Felszólalásában Majtényi az ellenzéki sajtó által használt szavakkal említette a kormánypártok számára kellemetlen ügyeket: a korrupciót, a magánnyugdíj-pénztári vagyon államosítását („ellopott magánnyugdíjpénztári vagyon”), a sajtó helyzetét, az oktatás erősebb állami kontrollját („elcsent tan- és sajtószabadság”), a trafikok és az eladott állami földvagyon („törvényesen elrabolt föld”) ügyét. Bírálta, machiavellista manipulációként és a zsarnokság bevezetéseként írta le a kormányzat migráció ügyében tanúsított magatartását és a Soros György céljai elleni kormányzati kampányt. Kijelentette, hogy elnöki célja a köztársaság és az alkotmányosságot biztosító közintézmények helyreállítása, amelynek érdekében bevetné a köztársasági elnök rendelkezésére álló, de korábban ki nem használt eszközöket is, így a parlamenti felszólalás lehetőségét és a törvényjavaslatok benyújtásának lehetőségét. Majtényi beszédében röviden kitért az előző elnökökre is, akik közül Göncz Árpádot és Sólyom Lászlót példaképének nevezte. Nevek említése nélkül, jellemzőik alapján kritizálta Schmitt Pált („odafagyott mosolyú köszönőember”) és az érzelmeit köztudottan ritkán kimutató Áder Jánost ("néma és komor szfinx").[22]

Az elnökjelölt beszédét a Fidesz képviselői többször is bekiabálásokkal zavarták meg.
- Áder János jórészt elnöki számvetésre használta fel a rendelkezésére álló időkeretet. Elnöki tevékenységének eredményeként említette a szerb-magyar megbékélés ügyében elért előrelépést és a globális környezeti válság megoldása ügyében kifejtett tevékenységét. Elnöki tevékenységétől független, de előremutató eredményként írta le az magyar tudósok nemzetközi sikereit, a vidék gazdasági válságból való kilábalását és a vállalkozások fejlődését. Áder riasztónak nevezte és kritizálta a kapitalizmus („kalmár-szellem”) által okozott környezetpusztítást, végül a közelgő választásra tekintettel az országért való önzetlen cselekvésre szólította a képviselőket.[23]

### Szavazás
A szavazás 11:20 kor kezdődött az Országház Duna-parti folyosóján. A Jobbik frakció tagjai előzetes bejelentésükhöz híven nem vették fel szavazólapjukat.
| Köztársasági elnökválasztás, 2017 (első forduló) | Köztársasági elnökválasztás, 2017 (első forduló) | Köztársasági elnökválasztás, 2017 (első forduló) | Köztársasági elnökválasztás, 2017 (első forduló) |
| Jelölt                                           | Jelölő párt                                      | Szavazat                                         | %                                                |
| ------------------------------------------------ | ------------------------------------------------ | ------------------------------------------------ | ------------------------------------------------ |
| Áder János                                       | Fidesz-KDNP                                      | 131                                              | 66%                                              |
| Majtényi László                                  | Független                                        | 44                                               | 22%                                              |
| Nem szavazott                                    | Nem szavazott                                    | 24                                               | 12%                                              |
| Érvénytelen szavazat                             | Érvénytelen szavazat                             | 0                                                | 0%                                               |
| Összes szavazat                                  | Összes szavazat                                  | 175                                              | 88%                                              |
| Összes szavazó                                   | Összes szavazó                                   | 199                                              | 100.00                                           |

A második forduló közvetlenül az első forduló eredményeinek ismertetése után kezdődött.
Ebben a fordulóban a Jobbik frakciójának tagjai és a DK-s független képviselők nem vették fel szavazólapjukat.
| Köztársasági elnökválasztás, 2017 (második forduló) | Köztársasági elnökválasztás, 2017 (második forduló) | Köztársasági elnökválasztás, 2017 (második forduló) | Köztársasági elnökválasztás, 2017 (második forduló) |
| Jelölt                                              | Jelölő párt                                         | Szavazat                                            | %                                                   |
| --------------------------------------------------- | --------------------------------------------------- | --------------------------------------------------- | --------------------------------------------------- |
| Áder János                                          | Fidesz-KDNP                                         | 131                                                 | 66%                                                 |
| Majtényi László                                     | Független                                           | 39                                                  | 20%                                                 |
| Nem szavazott                                       | Nem szavazott                                       | 29                                                  | 14%                                                 |
| Érvénytelen szavazat                                | Érvénytelen szavazat                                | 0                                                   | 0%                                                  |
| Összes szavazat                                     | Összes szavazat                                     | 170                                                 | 85%                                                 |
| Összes szavazó                                      | Összes szavazó                                      | 199                                                 | 100.00                                              |